# Том Ракман
Том Ракман (роден през септември 1974 г.) е англо-канадски писател.
Неговият дебютен роман „Неудачниците“ (The Imperfectionists, 2010) му донася световна слава. Творбата разказва за група журналисти в Рим, които се мъчат да оцелеят по време на колапса на традиционните новинарски медии. Книгата се превръща в световен бестселър, преведен на 25 езика, а продуцентската компания на Брад Пит, Plan B, купува правата за филма.
Ракман е роден в Лондон, Англия, но е израснал във Ванкувър, Канада. Учи кино в Университета на Торонто. Получава магистърска степен по журналистика от Колумбийския университет. По-късно изучава поведенчески науки в Лондонското училище по икономика.
Ракман започва кариерата си като редактор на международни новини в централата на „Асошиейтед Прес“ в Ню Йорк. По-късно е изпратен в офиса в Рим като чуждестранен кореспондент. Премества се в Париж, за да се посвети на белетристиката. Докато е там, сътрудничи на „Ню Йорк Таймс“ и „Интернешънъл Хералд Трибюн“.
След успеха на „Неудачниците“ се отдава изцяло на художествената литература, като същевременно работи за „Ню Йорк Таймс“, „Вашингтон Поуст“, „Уолстрийт Джърнъл“, „Ню Йоркър“ и „Атлантик“.
Романът му The Italian Teacher, разказващ за проблемния син на известен американски художник, е номиниран за наградата Costa за най-добър роман. Първият му и единствен към 2024 г. сборник с разкази Basket of Deplorables, чието действие се развива в САЩ по време на управлението на Тръмп, е номиниран за наградата за кратък разказ Edge Hill. Ракман е авторът в сянка на биографичната книга We Are Bellingcat от Елиът Хигинс, основател на онлайн разследващия колектив, известен с разкриването на престъпления, като отравянето на Скрипал.
Ракман живее в Лондон и е колумнист в канадския вестник The Globe & Mail. Негови творби са включени два пъти в антологиите за най-добри канадски есета.
Баща му е психологът Стенли Ракман. Неговият брат Гидеон Ракман е колумнист на „Файненшъл Таймс“, а сестра му Карла е историк на изкуството. Сестра им Емили умира от рак на гърдата през 2012 г.

## Творби

### Романи и разкази
- „Неудачниците“ (издателство „Кръг“, 2010), включен в дългия списък за наградата Giller[12] и носител на наградата на канадските автори[13]
- Възходът и падението на Тули Зилберберг (издателство „Кръг“, 2014)
- Basket of Deplorables (2017), избран за наградата Edge Hill за най-добър сборник с разкази[14]
- The Italian Teacher (2018), избран за наградата Costa за най-добър роман[15]
- The Imposters (2023)[16]

### Нехудожествена литература
- We Are Bellingcat (2021) от Елиът Хигинс (написан с Том Ракман)[8]